# 瀬戸勝之
瀬戸 勝之（せと かつゆき、katsuyuki seto）は、日本のサラウンドクリエイター。
3D MUSIC制作スタジオ studio SapceLab を主宰。
5.1chサラウンドを主軸にサウンドプロデューサー、サウンドデザイナー、ミキシングエンジニア、トラックメイカー、DJとして活動している。2016年は、2020年 東京オリンピック・パラリンピック会場の一つである有明パナソニックセンター東京にて特別展示会『The World of Sports オリンピック』の音響監督/サウンドプロデュースを担当。最先端の音響空間を構築し、第35回ディスプレイ産業大賞2016 （経済産業大臣賞）を受賞する。
2017年に、未来型花火エンタテインメント「STAR ISLAND」（第1回）東京お台場海浜公園にて、スピーカー300台を超えるサウンドミックスで生まれる花火と音楽（3Dサウンド）がシンクロされ、日本を代表する伝統文化・花火の花火×3Dサウンド×ショーパフォーマンスの融合は見るものに未体験の感動を与えた。経済産業省（METI）クールジャパン・マッチングアワード2017 審査員特別賞を受賞。
同年、サンシャインシティ（アルパ B1F ベビールーム）のサウンドデザイン / サウンドプロデュース。
ベビールーム（授乳室）内にて、オリジナルBGMと超音波（独自技術による赤ちゃんが落ち着く音）を含むサウンドでの音響空間を監修。
2017年度(第11回) キッズデザイン賞【子どもたちの創造性と未来を拓くデザイン部門】を受賞。

## 人物
空間を音で操る『3D SOUND』、『3D MUSIC』という言葉を定着させたパイオニア。
高校卒業後はオーストラリアに2年間、語学留学している。英語力は一般留学生の人並み以下だと本人は語っている。また、アメリカ放浪中にアトランタにて、アウトキャストのプロデューサーに出会い音楽のありかたについて感化される。帰国後は、神戸にあるクラブでイベントオーガナイザーをしていた。24歳から東京に上京するまでの間に700人を収容可能な神戸最大のCLUB（club JUNC）をプロデュースしており、音楽活動と並行してイベントオーガナイザーやツアーマネージメントなどの経歴をもつ。
上京後は、5.1chサラウンドに専念しており、バイトで貯めた金を全て音楽機材に費やす、いわゆるオタクの日々を過ごす。当時、音楽においてサラウンドにこだわる姿勢は、サブカル的なマニアックな世界と言われていた。後に、代々木野外ステージにて行われた『AREA 5.1』という自主開催したイベントによりクリエイターから口コミで噂されるようになる。
2010年にはクリエイター100選にも選ばれ、以降の制作活動において注目されている。また、彼の広範囲な活動内容の総称として、3D SOUND DESIGNERという言葉が持ち入れられ世間に紹介されている。ステレオの楽曲制作や音源提供などのリクエストにも応えている。独自の六角形のスタジオ設計によりSURROUND SOUNDの適正モニタリングとして評価が高い。映画『AVATAR（アバター）』の製作などで有名なWETAデジタルのチームなども、瀬戸の音源を聞きにスタジオを訪れている。

## 来歴

### 2002年
自宅地下の部屋にプライベートスタジオ『studio ALLENS PARADE』を立ち上げる。同年、5.1chサラウンドシステムを音響空間として独自に考案し定説とされている映画のサウンドシステムという認識とは違った空間演出としてサラウンドの可能性を追求した。また、サラウンドクリエイターと題して自身の制作活動を始める。

### 2004年
東放学園音響専門学校にてレコーディング、ミキシング、PA技術を就学。

### 2005年
野外サラウンド音楽イベント『AREA 5.1』 開催。渋谷代々木公園野外ステージ広場にてサラウンドシステムを構築した。 シンガー、ラッパー、バンドと融合し、バンドのライブサウンドをリアルタイムでサラウンドで演出。また、自身もDJとして参加し、前後左右の音の定位を操り、DJとしては世界初のサラウンドDJプレイ( CLUB PLAY ) の第一人者となる。同年、『studio ALLENS PARADE』から『studio SpaceLab』に改名。 ALLENS PARADEの由来は、瀬戸がオーストラリアに留学していた頃に住んでいた住所。 空間実験を突き詰めていきたいと突然思い、今の名前に至る　この頃より3D MUSIC制作 (楽曲提供、ミキシング、サウンドデザイン) からSHOP、チャペル会場、CLUBの空間プロデュースを手掛けサラウンドに関わるハードとソフト両面においてのプロデュース活動を始める。

### 2008年
『avex Dance Master Vol.2』 @STUDIO COAST /エイベックス・アーティストアカデミー主催によるダンスイベントにおいてサウンドデザイン、サウンドプロデューサーとして携わる。STUDIO COASTのメインフロアーを囲うサラウンド方式を考案し、メインフロアーを囲うようなカタチでダンスパフォーマンスと音が展開される。音の再生方式は2chステレオと5.1chサラウンドを併用した瀬戸勝之が独自で考案したハイブリッドサウンドにて演出。ダンスパフォーマンスと融合したことにより新たなエンターテインメントとして話題を呼ぶ。
同年4月、『MAIN STREET 25th SPECIAL PARTY』のトップダンサーを迎え開催されたダンスイベントにおいて、映像クリエイター宇川直宏とコラボレート。サウンドデザイン、イベントオープニングやアーティスト登場シーンの演出において、映像+サラウンドによる空間プロデュースを行った。
同年8月、『サラウンドセミナー 5.1chサラウンドの可能性』 神戸電子専門学校 特別講師として、サラウンドのオリジナルミキシング方法を開示した。同月に『神戸コレクション』 ファッションブランド epuda の楽曲提供している。
同年9月、野外音楽イベント 『おのころ祭』 開催。野外の会場内にてサウンドデザインまた、DJとして参加 これを機にサラウンドDJとしても本格的に活動開始した。

### 2009年
音楽フェスティバル 『BOOT5』 開催。サウンドデザイン、サラウンドDJ としてGUEST出演 また、イベントオープニングならびにショウタイムのジングルを提供した。

### 2010年
『studio SpaceLab』 スタジオリニューアルにともない現在の所在地に移転。プライベートスタジオから商業スタジオに変わり、5.1chサラウンド専用のスタジオとして設計されている。スタジオの形状が従来のステレオのものと違い六角形であり、本人曰くモニターにおいてはこのカタチが一番良いと自負している。
9月、『東京ガールズコレクション2010』にて、ファッションブランド GOTTO 3 オープニング楽曲を提供
11月、アーティスト活動において、アライアンス契約をSUNNY SIDE UPと結んだ。

### 2011年
STUDIO COAST　2010〜2011の幕開け(カウントダウン)『SORAE』音楽をプロデュースした。
同年8月、池袋サンシャイン水族館のグランドオープンに伴い、サウンドデザイン、サウンドプロデュースを手掛ける。 水族館に世界初のサラウンドシステムを導入。リスニングポイントのデメリットを逆の発想で独自のサウンドデザインしたアマゾンエリア。反響音がコダマするクラゲトンネルでは3.1ch方式で新たな可能性を見出し、反響を呼んでいる。
- DTM magazine katsuyuki seto『5.1chサラウンド・ワークショップ』連載スタート
- DTM magazine＆katsuyuki seto 主催 “次世代のアーティストを発掘” 『5.1ch サラウンド ミキシング＆楽曲制作 コンテスト開催』

### 2012年
- 「 土偶 」CLUB EVENT @orbit 三軒茶屋 /特殊音響空間 8ch再生 サラウンド DJ 出演
- 「 STAR FORTUNE 5 10THANNIVERSARY 」CLUB EVENT @WOMB /渋谷 特殊音響空間 10ch再生 サラウンド DJ 出演
- ラゾーナ川崎プラザ ルーファ広場 リニューアル サウンドデザイン /世界初 10ch再生 サラウンド広場 音響演出(統括プロデューサー)
- MASERATI JAPAN webサイト サウンドデザイン プロデュース

### 2013年
- 進化形サロン『Salon de SADAM』音響空間 サウンドデザイン プロデュース
- Good Time Resound @長野県 小諸 龍や / サラウンドDJプレイ

会場のライブハウスにスピーカーを持ちこみ6chサラウンド＋常設のステレオ環境と合わせサラウンドDJプレイを展開。井上薫（Kaoru Inoue） 、中塚祐介(studio SpaceLab) とのサラウンドセッションではリアルタイムでミキサーのフェーダーを駆使し、音を自在に操るテクニックによる空間演出を披露。
- 3Dサウンド×クリスマス イルミネーションショー / 音響演出（統括プロデューサー）

ラゾーナ川崎プラザ クリスマスイルミネーション2013では“キャンドルの灯り”をイメージした約5万球のLED電球とルーファ広場の空間を囲い込む10chサラウンドスピーカーを駆使した音響システムを活用しクリスマスムードを演出された楽曲にて独自の世界観を披露（点灯式では約2万人が集まり話題となる）。
- GRAND SHARK / サウンドデザイン

神戸 三宮 リゾートダイニング（GRAND SHARK）店内での音の空間演出では本格的超巨大水槽が設置されている空間を波のせせらぎ、自然の音により臨場感を醸し出しされたサウンドデザインや水中を演出し、まるで海の中でカクテルやワインなどお酒を飲みながらリラックスできる空間を創りだしている
- サラウンド スペシャル セミナー2013　神戸電子専門学校 / 特別セミナー講師

12月7日、8日と2日間にわたり katsuyuki seto が過去に手掛けられた大型商業施設や店舗等でのサウンドデザインの事例を基にセミナーを実施。2日目のスペシャル対談 『サラウンドの可能性 2013』においては、ゲストに福岡壯治（神戸電子専門学校 校長）、萬 健一郎 氏（DTMマガジン編集部）を交えサウンドデザインの可能性について語られている。

### 2014年
- EMILIO PUCCI（エミリオプッチ）2014-15 最新秋冬コレクション（2014-15 Fall/Winter collection PR presentation）展示会場 / サウンド提供

- 国史跡 御所野遺跡 御所野縄文博物館 / 総合音響プロデュース

世界遺産指定へ向けて、リニューアル オープンされた同博物館のサウンドデザインでは入場口は6chスピーカーから6か国語アナウンスを採用。メインの展示室では、12chサラウンドによる音の空間演出と国内の博物館常設展示では最大規模となるプロジェクションマッピングの映像に合わせ、臨場感のある3Dサウンドで縄文時代をリアルかつダイナミックに再現されている。
- マセラッティ 創業100周年イベント @ザ・リッツ・カールトン東京

　　「MASERATI☆ NIGHT」 / サウンドデザイン＋DJ（サラウンド6ch）PLAY
創業100周年を迎えたイタリアの名門スポーツカー メーカー『MASERATI（マセラティ）』を記念して「MASERATI☆ NIGHT」@ザ・リッツ・カールトン東京にて開催。イベント会場（メインフロアー）の中央にDJブースを配置されフロアーを囲うスピーカー（6ch再生）にて音の空間演出とサラウンドDJ PLAYを披露。
- サンシャイン水族館 期間限定（めんそーれフェスタ2014）　/ サウンドプロデュース

水族館1Fサンシャインラグーンにて水中パフォーマンスタイムを4chサラウンド方式により沖縄をイメージした音（指笛、さざ波、自然の音など）と音楽にて演出
- MOET & CHANDON 「浴衣でモエ・エ・シャンドン」 東京 芝 豆腐屋うかい / サウンドデザイン

記念となる25回目を迎えた同イベント会場内を一足早く「夏の音」“ひぐらし等虫の鳴き声”“川のせせらぎ”“風鈴の音”“花火の音”など臨場感を醸し出し1F中庭では広場を囲い込む特殊音響スピーカー8ch再生方式を採用され、和太鼓の音をムービング（回転）や四方八方より再生する音の演出を手掛ける。
- ONE PIECE展 台湾（ONE PIECE Exhibition TAIPEI）/ 特殊音響空間サウンドデザイン

海外初、同展示会のNEW『ドレスローザ』円形型ブース内にて自身が発案された特殊音響システム16ch再生方式を採用。原画の場面（コマ）設定を照明と連携する演出効果を図り、約300数のtrackを16chサラウンドミキシングにて新たな音の空間を開拓。国内外のメディアから高く評価される。
- 宇宙ミュージアム『TeNQ（テンキュー）』東京ドームシティ / サウンドデザイン

入場ゲートからTeNQ内部へと向かう「トンネル0（ゼロ）」を担当。10個の天井型スピーカーによる前例のないサラウンドを導入され天井にランダムに設置されたマイクにより音声を反響させ遠くまでトンネル空間が続いている様な音の演出を手掛ける。

### 2015年
- The World of Sports / Panasonic Center Tokyo

2020年東京オリンピック、パラリンピック特別展示会（仮想スタジアム）
サウンドデザイン＆サウンドプロデュースにより音響空間の総合演出を手掛ける。
2016年度（第35回）ディスプレイ産業大賞経済産業大臣賞を受賞。
オリンピック・パラリンピックの魅力を、最新の技術を使って体験してもらおうという展示場。
トップパートナーとして大会を支援するパナソニックと、東京オリンピック・パラリンピックに向けて機運を高めようと
JOC（日本オリンピック委員会）とともに展示場をオープン。
同会場の入口（ヒエログリフ）では、下から上に映し出される映像に合わせ、ヴァーチャルサラウンドによる音の演出を手掛ける。
タイムトリップコリドートンネルでは、トンネル内を6ch再生方式により、歩く場所で音も変化する空間を演出。
過去オリンピックの名場面を音で再現されており、タイムスリップして当時の面影を振り返りオリンピックの歴史を体感出来る。
ホーリーバルコニーでは、投影されるマッピング映像に合わせた音響空間（6ch再生方式）を演出。
映像コンテンツを引き立てる為、各スピーカーは隠れるよう計算されたサウンドデザインを施す。
ネイマール選手とのスタートダッシュ体感コーナーでは、センサー信号とリンクした最新技術による体感型3chサラウンド演出を実現する。
メインスタジアムは、特設会場の壁一面に張り巡らされた巨大スクリーンの映像に合わせ
特殊音響空間（7.1chサラウンド）演出にてオリンピックのメインスタジオでの臨場感を最大限に再現されている。

### 2016年
・HarborStudio @ KOBE
神戸最大級のCLUB / LIVE SPACEのPRE-OPENING EVENTにてゲスト出演。
フロアーを囲い込むサラウンドスピーカー（4ch）にて  サラウンドDJ PLAYを披露。

・サンシャイン展望台カフェエリア
新しくリニューアルオープンされたサンシャイン展望台カフェエリアのサウンドデザインをプロデュース。
音源再生機器からハイレゾスピーカー、ケーブル配線までこだわり最高グレードによる自然の音（SE）とBGMのハイレゾ4ch再生環境を創り上げる。

・サンシャイン噴水広場 サウンドデザイン
新しくなった噴水広場では、国内最大級の大型ビジョン、ダイナミックな噴水と パワーアップした音響環境を組み合わせた3種類の演出にてリニューアル。
噴水広場を囲い込む7.1chサラウンド方式にて映像に合わせ音の空間演出をプロデュース。

・サンシャイン B1F RestRoom サウンドデザイン
各個室（9室）女性トイレに入るとセンサーが反応され、ビンテージ音源（JAZZ,CLASIC等）が自動再生される仕組みを考案。
再生される音源はハイレゾ化されており、かつ小さな子供が泣き止む超音波などを採用されている。
また、トイレ内のパウダールームでは、3ch方式でのBGM再生システムによるサウンドデザインを手掛ける。
2017年度(第11回)キッズデザイン賞【子どもたちの創造性と未来を拓くデザイン部門】を受賞。

・WABARA Cafe（和ばらカフェ）サウンドデザイン
滋賀のばら園「Rose Farm KEIJI」のオリジナルローズ「和ばら」をテーマにしたコンセプトカフェがオープン。
特殊音響空間 9ch再生によるサウンドデザインを考案。
天井埋込スピーカー（2ch）、屋外型スピーカー(2ch)、  ハイレゾスピーカー（5ch）にてリラックス出来る音響空間を提供する。

・new balance shop 原宿
日本初となるグローバルフラッグシップストア「ニューバランス 原宿」が東京・原宿にオープン。
音響プロデューサーとして店内の各フロアーでのコンセプトに合わせたサウンドを提供。
1各〜4Fの各フロアーにて、屋久島や、シャスタでハイレゾ収録した自然音や、ニューヨークのハイドパーク、LAのビーチの空間なども音響にて再現。
1F:ランニングパフォーマンスのフロアーでは、自然感の公園を駆け巡るイメージによるサウンドデザインを構築。
2F:キッズ、レディース、ライフスタイルのコーナーでは、自然の中の空間（海外の自然の多い公園内をランニングしているイメージ）を感じるサウンドを提供。
3F:メンズ、ライフスタイルのフロアーは、都会的なイメージのサウンドを提供。フットボールコーナーでは試合会場を意識した音の臨場感を演出。
4F:各エリアにて心地の良い音響効果を意識し、カフェエリア、オフィスエリアでは音場の臨場感をハイレゾ音源にて演出。トイレエリアでも自然の中の心地良くリラックスできるサウンドを提供。

### 2017年
・サンシャインシティ  アルパ B1 Baby Room
同施設のベビールーム内のサウンドプロデュースを手掛ける。
授乳室ではブースごとに異なる5つの童話をイメージした世界観が楽しめる内装に合わせて、お母さんと赤ちゃんが落ち着けるオルゴールの音を提供。
オムツ替えスペースでは、にぎやか・リラックスなどエリアの雰囲気に合わせたオリジナルBGMに加えて、
独自に開発された赤ちゃんがリラックスして落ち着ちき泣き止む効果のある特殊音響（超音波）を加えたサウンドコンテンツを提供。
2017年度(第11回)キッズデザイン賞【子どもたちの創造性と未来を拓くデザイン部門】を受賞。

・銀座大食堂
2017年4月20日にグランドオープンした銀座エリア最大の商業施設「GINZA SIX」6F内、  高級フードコート、 銀座大食堂のサウンドデザインを手掛ける。  天井型スピーカー14ch、ハイレゾ対応スピーカー8ch、合計22chのスピーカーを店内に設置し、  鳥の鳴き声やアマゾン自然の音等、オリジナルSEサウンドを取り入れる。  なお、SEサウンドは朝〜昼の時間帯、夕方〜夜の時間帯によってそれぞれ相応しいものを提供している。
・STARISLAND
2017年5月27日に東京お台場にて開催された、 最先端ミュージック花火、  「STAR ISLAND」にてサウンドデザインと音響監督を務める。  会場となったお台場海浜公園内に、合計230ch以上のスピーカーを設置し、BGMサウンドをプロデュース。  野外では世界初となる3Dサウンドとミュージック花火のコラボレーションを実現させる。
・ニューバランス銀座店
2016年にオープンをした日本初となるグローバルフラッグシップストア  「ニューバランス 原宿」のサウンドデザインに続き、  2017年6月にオープンした「ニューバランス銀座」のサウンドデザインを手掛ける。  天井型スピーカー2ch、ハイレゾ対応スピーカー6chの合計8chのスピーカーを設置し、  店内に相応しいSEサウンドを提供。
・サンシャインシティ サンシャイン水族館 マリンガーデン
2017年7月にリニューアルオープンをしたサンシャイン水族館屋外エリア、  マリンガーデンのサウンドデザインを手掛ける。  合計26chのスピーカーを設置し、各エリアに相応しいSEサウンドを取り入れる。  コンテンツは朝・昼・夜とジングルが鳴ると共に切り替わるようになっている。
・MUTEK.JP 2017
カナダ・モントリオール発祥のデジタル・アートとエレクトロニック・ミュージックのフェスティバル「MUTEK」。2017年11月5日 MUTEK.JP 日本科学未来館では、会場内イノベーションホールにて、「3D SOUND Installation by katsuyuki seto」3D AUDIO LIVEによる音響空間を演出。  極限まで落とされた照明、デコレーションされたグリーン、深く香るアロマ、そしてスモークが焚かれ、  最新デジタルの世界にいたはずが、一気にどこかのジャングルの中に迷い込んだ様な音だけでなく五感をも包み込む3D AUDIO LIVEを演出。  第一幕はヒューマンビートボクサーKAIRIとkatsuyuki setoによるコラボレーションライブ。  第二幕はkatsuyuki seto単独によるパフォーマンスにて、水の音、鳥の声、ワープを思わせる音、  AIについてのメッセージなどが、デジタルサウンドと共に空間を回り・広がり・重なっていく、  凝縮されたサラウンドによる音の空間設計が話題となる。

### 2018年
・Red bull Music ORGANIC 3D SOUND LOUNGE 「TAICOCLUB'18」
TAICOCLUB'18(6月2日?3日｜長野県・こだまの森にて《サウンドラウンジ》をプロデュース。  超音波（=人間の耳では聴こえない音）による効果をも組み込んだ特殊な音響を研究開発するkatsuyuki seto が手掛ける特別な空間（サウンドラウンジ）が大自然と一体化して楽しむフェス「taico club」内のRed Bull Music エリアに出現。サウンドラウンジ内は「自然の空間を音で設計すること」をテーマに音響システムを独自に構築。  フラワーアーティストDaisuke Shimuraが花や植物の持つ美しさとエネルギーをシンプル且つ最大限に表現し2人が作り出すOrganic 3D SOUND LOUNGE インスタレーションを展開する。
・TABI LABO BPM
2018年3月、株式会社TABI LABO運営のイベントスペース＆カフェ「BPM」の音響監督/3D サウンドデザインの総合プロデュースを手掛ける。超音波と特殊サラウンドを併用した特殊音響空間による360度の立体的かつ臨場感での「3D SOUND」を導入。通常カフェ営業時間は世界中の森林から集めた自然音とパワースポットから発生する超音波を再生。
・未来型花火エンターテインメント 「STAR ISLAND 2018」
2018年5月26日(土) 東京の摩天楼を一望できるお台場の絶景のロケーションで繰り広げられる「花火」と最先端テクノロジーである 「3Dサウンド」「ライティング」「ショーパフォーマンス」が融合した世界初のエンターテインメント。 2017年に続き2回目の開催となり、開催前にチケットがソールドアウトし、15,000人の観客を動員。スピーカー300台を超えるサウンドミックスで生まれる花火と音楽（3Dサウンド）がシンクロされて、  日本を代表する伝統文化・花火の花火×3Dサウンド×ショーパフォーマンスの融合は見るものに未体験の感動を与えた。
2017年度クールジャパン・マッチングアワード2017 審査員特別賞受賞する。
・Bar UZUME
Barラウンジ内に特殊音響システム（8.2ch）再生方式による森林の中の自然音と超音波による再生環境を構築。
店内全体を自然の音により空間を広く感じられる音の演出と世界のパワーポイントから採取された特殊超音波3Dサウンドによる音響空間をプロデュースする。
・福王寺一彦展
2018年11月 表参道ヒルズにて、日本画家:福王寺一彦展 『Starry in the moon』
（月や星、鳥などの自然をモチーフにした日本画）作品展示会場内を最新の3D音響にて幻想的な音の空間をプロデュースする。

### 2019年
・SEL OCTAGON TOKYO
2019年2月、東京六本木のエンターテイメント×アート×デジタルテクノロジーの備える新次元CLUB「SEL OCTAGON TOKYO」にて、
世界初となる超音波を取り入れた音響理論“3D SOUND 超音波(波動)空間”のサウンドデザインを構築し聴衆に未知の感覚を提供。
レストルーム（Ladies）各個室の扉の開閉にて音の自動再生システム（センサー機能）を導入。各個室内にて再生される自然の音にて癒される空間を演出。
・hotel it. osaka shinmachi
2019年春、大阪西区にオープン。ホテルでは世界初となる超音波技術を活用したサラウンドと世界最高峰のサウンドシステムを組み合わせた
居心地の良いホテルリビングの音空間プロデュースを行う。